# Equity (droit)
Ne doit pas être confondu avec Équité.
Pour les articles homonymes, voir Equity.
Dans les pays qui suivent la common law, l'equity est le corpus juridique qui a été développé par la Cour de la Chancellerie et qui est maintenant administré concurremment avec la common law.  La « common law » est ici utilisée dans son sens étroit, se référant à cet ensemble de lois principalement développées dans les cours supérieures de la Cour du banc du Roi et de la Cour des plaids-communs. 
Dans les pays de common law, le mot « equity » n'est pas synonyme d'équité générale ou justice naturelle, mais se réfère à un ensemble particulier de règles issues d'un système spécial de tribunaux. Pendant une grande partie de son histoire, la common law anglaise a été principalement développée et administrée dans les cours royales centrales: la Cour du banc du Roi, et l'Échiquier. L'equity était le nom donné à la loi qui était administrée par la Cour de la Chancellerie. Les lois réformant la judicature dans les années 1870 ont effectué une fusion procédurale des deux corps du droit, mettant fin à leur séparation institutionnelle. 
Cependant, les réformes n’ont pas abouti à une fusion substantielle. Le raisonnement judiciaire ou académique qui suppose le contraire a été décrit comme étant une « erreur de fusion ».
Les pays qui ont hérité du système de common law diffèrent dans leur traitement actuel de l'équity. Au cours du XXe siècle, certains systèmes de common law ont commencé à mettre moins l'accent sur l'origine historique ou institutionnelle des règles juridiques de fond. En Angleterre et au Pays de Galles, en Australie, en Nouvelle-Zélande et au Canada, l'equity reste un corpus juridique distinct. L'equity moderne comprend, entre autres: 
- Le droit des fiducies expresses, des fiducies résultoires et des fiducies constructoires ;
- Le droit des obligations fiduciales ;
- La préclusion en equity (y compris la préclusion promissoire et propriétale);
- La réparation contre les sanctions et la réparation contre la déchéance[4] ;
- Les doctrines de contribution, subrogation et ordonnancement;
- La compensation équitable

La dernière partie du XXe siècle a vu un débat accru sur l'utilité de traiter l'equity comme un corps de droit distinct. Ces débats ont été qualifiés de « guerres de fusion »,. Un point de discorde particulier dans ce débat a porté sur le concept d'enrichissement sans cause et sur la question de savoir si des domaines du droit traditionnellement considérés comme équitables pourraient être rationalisés dans le cadre d'un ensemble de lois unique appelé le droit anglais sur l'enrichissement sans cause .